# Gråbergstjärnen, Västerbotten
Gråbergstjärnen är en sjö i Norsjö kommun i Västerbotten och ingår i Rickleåns huvudavrinningsområde. Sjön har en area på 0,0384 kvadratkilometer och ligger 300,7 meter över havet. Sjön avvattnas av vattendraget Bjurseleån.

## Delavrinningsområde
Gråbergstjärnen ingår i det delavrinningsområde (720374-168229) som SMHI kallar för Mynnar i Nörd-Lidsträsket. Medelhöjden är 320 meter över havet och ytan är 26,31 kvadratkilometer. Det finns inga avrinningsområden uppströms utan avrinningsområdet är högsta punkten. Bjurseleån som avvattnar avrinningsområdet har biflödesordning 2, vilket innebär att vattnet flödar genom totalt 2 vattendrag innan det når havet efter 130 kilometer. Avrinningsområdet består mestadels av skog (63 procent) och sankmarker (23 procent). Avrinningsområdet har 1,17 kvadratkilometer vattenytor vilket ger det en sjöprocent på 4,4 procent.